# أنطونيو دي لا تور
أنطونيو دي لا تور (بالإسبانية: Antonio de la Torre)‏ هو كاتب وصحفي وممثل إسباني، ولد في 18 يناير 1968 بمالقة في إسبانيا. من الجوائز التي نالها Goya Award for Best Supporting Actor ‏ سنة 2006 وPremio Feroz for Best Main Actor in a Film ‏ سنة 2013.

## أعمال

### أفلام
- (2006) العودة[1]
- (2013) أنا متحمس جدا[2][3]

## جوائز
- Goya Award for Best Supporting Actor [الإنجليزية]‏ (2006)
- Premio Feroz for Best Main Actor in a Film [الإنجليزية]‏ (2013)

## وصلات خارجية
- أنطونيو دي لا تور على موقع IMDb (الإنجليزية)
- أنطونيو دي لا تور على موقع قاعدة بيانات الأفلام العربية
- أنطونيو دي لا تور على موقع ألو سيني (الفرنسية)
- أنطونيو دي لا تور على موقع ميوزك برينز (الإنجليزية)
- أنطونيو دي لا تور على موقع أول موفي (الإنجليزية)
- أنطونيو دي لا تور على موقع قاعدة بيانات الأفلام السويدية (السويدية)
- أنطونيو دي لا تور على موقع قاعدة بيانات الفيلم (الإنجليزية)
- أنطونيو دي لا تور على موقع كينوبويسك (الروسية)